# 劇画大楠公
『劇画 大楠公』（げきが だいなんこう）は、原作：天王洲一八、作画：宝城ゆうき（三輪修平）による日本の漫画（劇画）。

## 作品解説
『月刊第三文明』（第三文明社）。2010年1月号(No.601)「第一話 桜井」101頁〜110頁より連載を開始、2011年12月号(No.624)「最終話 後継の譜」100頁〜111頁に終了。連載中のタイトルは「大楠公物語 青葉茂れる」であった。
単行本は2012年1月31日に『大楠公』（DBコミックス56 第三文明社刊。ISBN 978-4-476-08156-5)として発売された。

## あらすじ
14世紀はじめ鎌倉幕府の力は衰え、日本各地が乱れ始めた頃、第96代後醍醐天皇は天皇親政の政治をめざし倒幕を画策、全国各地の武将に決起を促す。楠木正成は河内国（現在の大阪府南部）の千早赤阪出身の武将で、当初は中立を保っていたが天皇の要請により決起、千早城にわずかな人数で立て籠り、何万という幕府軍を相手に奮戦する。
彼の孤高の戦いぶりに足利高氏（後に尊氏）や新田義貞などが味方につき、鎌倉幕府はついに滅亡、そして天皇中心の新政府が樹立されるが、あらゆる問題が噴出し政権は事実上崩壊、人心が新たな政治を求めるようになると足利尊氏が政府に叛旗を翻して新たな幕府樹立をめざす。
情勢は圧倒的に尊氏側に有利で、多くの有力な武将は尊氏の味方についてしまう。足利尊氏と楠木正成はお互いに尊敬しあう間柄で、尊氏も正成を味方にしようと画策。尊氏につけば栄耀栄華も…。しかし楠木正成は信義に生きる人物、いくら不利な状況でも自分に信頼をよせてくれる後醍醐天皇の味方についた。京の都へ押し寄せる足利の大軍を迎え撃つために正成は兵庫の湊川へ向かう。途中の桜井の宿（現在の大阪府三島郡島本町）で息子の正行（まさつら）に河内へ帰れと告げる。正行はあくまで父と共に戦うと言い張るが、それを「後を頼む」と父は息子に諭し戦場へ赴いた。